# Eldin Jakupović
Eldin Jakupović (* 2. Oktober 1984 in Kozarac, SFR Jugoslawien) ist ein Fußballtorhüter mit schweizerischer und bosnisch-herzegowinischer Staatsangehörigkeit.

## Karriere

### Verein
Jakupović begann seine Karriere beim FC Bilten und beim FC Niederurnen. 1999 wechselte er in den Nachwuchs des Grasshopper Club Zürich. Nach fünf Jahren schaffte er den Sprung in die 1. Mannschaft der Stadtzürcher, wobei der Torhüter in der Saison 2004/05 zu 13 Einsätzen kam. 2005 wurde Jakupović für zwei Jahre an den FC Thun ausgeliehen, wo er mit seinen Paraden einen großen Beitrag zur Qualifikation für die UEFA Champions League leistete. Im März 2006 wechselte er nach Russland zum Premjer-Liga-Verein Lokomotive Moskau und gewann dort den nationalen Pokal. Von 2007 bis 2009 war er an den Grasshopper Club Zürich verliehen. Am 29. September 2007 schoss Jakupović das erste Tor in seiner Profi-Karriere (aus dem Spiel heraus). Er sicherte in der 94' Minute GCZ einen Punkt mit dem Ausgleich zum 3:3 gegen den BSC Young Boys. Im Juli 2010 unterzeichnete Jakupović einen auf drei Jahre befristeten Vertrag beim griechischen Erstligisten Olympiakos Volos. Doch schon eine Saison später ging er weiter zu Aris Thessaloniki. Seit 2012 war er in England aktiv, spielte bei Hull City, Leyton Orient, Leicester City und FC Everton. Seit 9. Januar 2023 steht der Torhüter beim Los Angeles FC in der MLS unter Vertrag.

### Nationalmannschaft
Jakupović absolvierte von 2004 bis 2006 jeweils drei Partien für die bosnische sowie Schweizer U-21-Nationalmannschaft. Anschließend wurde er auch im März 2007 in das Aufgebot der bosnischen A-Auswahl berufen, kam dort jedoch nicht zum Einsatz. Am 20. August 2008 debütierte Jakupović dann für die A-Nationalmannschaft der Schweiz in einem Testspiel gegen Zypern (4:1).

## Erfolge
Lokomotive Moskau
- Russischer Pokalsieger: 2007